# 渡邉聖斗
渡邉 聖斗（わたなべ まさと、1996年2月24日 - ）は、日本の男性俳優、YouTuber。カリフォルニア大学サンディエゴ校演劇学部卒。

## 略歴
2006年、小学校4年生の時にスカウトされ、スターダストプロモーションに所属。当時は昆虫学者を目指していた。しかし、母親に「生物の中で人間の研究が一番難しい」と言われ、人間を最も研究できる俳優という職業に興味を持って芸能界入りを決意。
2007年からNHK教育テレビジョン『天才てれびくんMAX』にてれび戦士として２年間出演。
2008年、『Beauty うつくしいもの』で映画初出演。
2011年、ニュージーランドに1年間留学。
2014年、海外で演劇を学ぶ為、スターダストプロモーションを退所。ロサンゼルス・ヴァレー・カレッジに入学。短大での成績は優秀で、特進クラスで常にオールAだった。
2016年、カリフォルニア大学バークレー校（UCB）、カリフォルニア大学ロサンゼルス校（UCLA）、カリフォルニア大学サンディエゴ校（UCSD）、カリフォルニア大学サンタバーバラ校（UCSB）、カリフォルニア大学デービス校（UC Davis）すべてに合格。その中で海に囲まれた立地とプログラムが気に入ったカリフォルニア大学サンディエゴ校で演劇学科を専攻。4年制大学のUCSDでも成績は優秀だった。
2018年、学費が足りなかったことがきっかけで、１学期分の単位を早く取り終えて卒業。帰国し、現在は日本を拠点にフリーランスの俳優として活動。
2022年1月22日、同年7月8日からTBS赤坂ACTシアターにて上演される『ハリー・ポッターと呪いの子』に出演することが発表され、2023年7月29日まで約1年あまり出演した。

## 人物
- 顔立ちからハーフ (混血)に間違えられることが多いが、父親も母親も純日本人。

- 英語が堪能で英検1級を所得しており、TOEICも900点以上。しかし元々は英語が嫌いで、高校1年生の時まで学校もろくに行かず、学年最下位の成績だった。そんな中で行った留学先のニュージーランドで英語が出来ないせいで命の危機を感じる出来事があり、猛勉強を開始した。その後、全米でトップレベルのUCSDでも優秀な成績を収める程の学力になるまで成長するが、本人は「すべては演劇の為だから苦ではなかった。」と語っている[4]。

- 昆虫と海洋生物が好き。その中でも特にアオミノウミウシが好き。[5]

- 「天才てれびくんMAX」で共演した千葉一磨と似ていると自他ともに認めており、たびたびネタにしている。

- 天てれで共演した加藤ジーナとは、ファンの間で結婚する噂までになっていた。しかし、加藤ジーナは一般男性との結婚報告を、渡邉聖斗のYouTube (チャンネル)「元てれび戦士と愉快な仲間たち」で報告[6]。

- 元ももいろクローバーの伊倉愛美とは、天てれとスターダスト両方で先輩後輩関係にあたるが、お互いが親交を始めたのは2人とも卒業した後である[7][8]。

- スターダストプロモーションの同期には北村匠海、横浜流星がいる。

## 出演

### テレビ番組
- 天才てれびくんMAX（2007年4月2日 - 2009年3月26日、NHK教育テレビ） - てれび戦士

### 映画
- Beauty うつくしいもの (2008年）- 木下政男（少年時代）
- 彼女は海へ（2012年） - 加藤裕介 役

#### 短編映画
- 我が愛しの殺人鬼（2022年、YouTubeにて公開） - 武田訳[9]

### PV
- 【カバー曲 x オリジナルMV】元てれび戦士/アイドルメンバー共演MV！Pretender / Official髭男dism（2020年、YouTubeにて公開）[10]

### ステージ
- 恵比寿学園男子部（EBiDAN）〜EBiDANの文化祭は文化のカヲリがまぁーしないのだ〜の巻（2010年8月27日 - 2010年8月29日）
- EBiDAN THE LIVE AFTER SCHOOL LIVE vol.1（2010年11月22日）
- EBiDANのクリスマスお楽しみ会（2010年12月25日）
- 緑のオウム（2017年、監督：Marco）- アンサンブル
- オセロー（2017）- 助監督
- ハリー・ポッターと呪いの子（2022年7月8日 - 2023年7月29日、TBS赤坂ACTシアター）[11][2][3]

### CM
- 三菱東京UFJ銀行（2006年）
- ベネッセコーポレーション こどもちゃれんじ（2007年） - スチール